# Lavdrim Muhaxheri
Lavdrim Muhaxheri też jako: Abu Abdullah al-Kosova, Ebu Abdullah el-Albani (ur. 12 marca 1989 w Kačaniku, zm. 7 czerwca 2017 w Mayadin we wschodniej Syrii) – kosowski wojskowy, żołnierz UÇK, następnie bojownik Państwa Islamskiego.

## Życiorys
W 1999 walczył w jednym z oddziałów UÇK w rejonie Kačanika, przypisywano mu także udział w zbrodniach na ludności cywilnej Kosowa. Dzięki znajomości języka angielskiego znalazł zatrudnienie w amerykańskiej bazie Camp Bondsteel, gdzie pracował do 2010. W latach 2010–2012 pracował w jednej z baz NATO w Afganistanie. W 2012 powrócił do Kačanika, gdzie związał się ze środowiskiem radykalnych islamistów, skupionym wokół imama Zekeriji Qazimiego. Współpracował z organizacją Rinia Islame (Młodzież Islamska) był nazywany emirem, kierując jej wojskowymi strukturami. Pod koniec 2012 dotarł do Syrii. Dowodził oddziałem Albańczyków, powiązanych z Frontem Al-Nusra, walczącym przeciwko rządowi Baszszara al-Asada. W 2013 powrócił do Kosowa, gdzie zajmował się rekrutacją bojowników do Syrii.

## Działalność terrorystyczna
W 2013 Muhaxheri powrócił do Syrii i został dowódcą plutonu albańskiego, walczącego po stronie Islamskiego Państwa Iraku i Lewantu (ISIL). W październiku t.r. pojawił się na nagraniu video, na którym wzywał Albańczyków, aby przyłączyli się do ISIL i niszczył paszporty albańskie należące do bojowników ISIL. 29 lipca 2014 na zdjęciach umieszczonych na Facebooku Muhaxheri ścinał głowę żołnierza syryjskiego.
18 sierpnia 2014 kurdyjska stacja KNNC donosiła po raz pierwszy, że Muhaxheri zginął i opublikowała zdjęcia jego domniemanych zwłok. Profil Muhaxheriego zniknął w tym czasie z Facebooka, ale doniesień o jego śmierci nie potwierdzały inne źródła, informacji o śmierci zaprzeczał także Fitim Lladrovci - przyjaciel Muhaxheriego. 24 września 2014 amerykański Sekretariat Stanu umieścił Muhaxheriego na liście najbardziej poszukiwanych terrorystów na świecie.
Na nagraniu video opublikowanym 21 maja 2015 Lavdrim Muhaxheri zabił wziętego do niewoli jeńca przy użyciu ręcznego granatnika przeciwpancernego. Scenę morderstwa poprzedzało przesłuchanie jeńca, prowadzone przez Muhaxheriego. Ostatnie doniesienia o pobycie Muhaxheriego w Syrii pochodzą z 2015. 29 grudnia 2015 został sfotografowany w irackim mieście Ar-Rutba.
W listopadzie 2015 policja włoska aresztowała w Brescii grupę Albańczyków kierowaną przez Sameta Imishtiego, współpracujących z Muhaxherim, i prowadzących rekrutację do oddziałów ISIL. W listopadzie 2016 aresztowano 18 Albańczyków z Kosowa i jednego z Macedonii, współpracujących z Muhaxherim i Ridvanem Haqifim, którzy mieli przygotowywać zamachy terrorystyczne w Albanii i w Kosowie. Jednym z celów zamachu miała być drużyna piłkarska Izraela, która rozgrywała w Albanii mecz w ramach eliminacji do mistrzostw świata.
Według brytyjskiego Daily Mail w grudniu 2016 Muhaxheri opuścił Aleppo i wraz z grupą 400 bojowników powrócił do Europy. Włoski tygodnik “L’Espresso” potwierdził w styczniu 2017 obecność „rzeźnika z Bałkanów” w Kosowie. W czerwcu 2017 kosowskie ministerstwo spraw wewnętrznych podało informację o śmierci Muhaxheriego w czasie ataku amerykańskiego drona w Syrii. Wraz z nim zginął drugi bojownik ISIL pochodzący z Kosowa – Bilal Haqifi. Informację o śmierci Muhaxheriego we wschodniej Syrii potwierdził rzecznik armii amerykańskiej.